# Lisdexamfetamin
Lisdexamfetamin (LDX) ist ein synthetisch hergestellter Arzneistoff aus der Stoffgruppe der Amphetamine. Es ist ein Prodrug von Dexamfetamin.
Die Substanz wird als Arzneistoff zur Behandlung von ADHS verwendet. In Deutschland ist es für Kinder und Jugendliche ab 6 Jahren zugelassen, die auf eine Therapie mit Methylphenidat unzureichend angesprochen haben, seit Februar 2019 auch als Erstlinientherapie für Erwachsene. In der Schweiz ist Lisdexamfetamin für Kinder und Jugendliche sowie für Erwachsene bis 55 Jahren zugelassen, vorausgesetzt, dass eine Therapie mit Methylphenidat fehlschlug.
Nachdem zwei Studien in der Indikation „Depression (bei Erwachsenen)“ erfolglos verliefen, erklärte der Hersteller Shire plc im Februar 2014, das klinische Entwicklungsprogramm für Lisdexamfetamin nicht länger fortzusetzen.

## Wirkungsmechanismus
Lisdexamfetamin ist ein Abkömmling des Dexamfetamins (D-Amphetamin), wobei dessen primäre Aminogruppe über eine Amidbindung kovalent mit der Carboxygruppe der Aminosäure L-Lysin verknüpft ist. Arzneilich verwendet wird das Lisdexamfetamindimesilat, ein Salz der Methansulfonsäure.
Lisdexamfetamin ist eine pharmakologisch nicht aktive Prodrug und wird nach der Einnahme im Magen-Darm-Trakt rasch resorbiert. Erst dann findet vor allem an den Erythrozyten die Spaltung in Lysin und Dexamfetamin statt, welches pharmakologisch aktiv ist. Dieser Prodrug-Effekt verlängert – bei Einnahme nach fettreicher Mahlzeit – die Zeit, bis die maximale Konzentration im Blut erreicht ist: Für D-Amphetamin nach LDX-Einnahme beträgt sie 3,5 Stunden, für Amphetamin im Normalfall nur 2 Stunden. Die Wirkung hält zwischen 8 und 11 Stunden an.
Der Mechanismus der therapeutischen Wirkung von Amphetaminen bei ADHS ist nicht vollständig geklärt. Vermutlich beruht er auf einer vermehrten Freisetzung von Noradrenalin und Dopamin in den synaptischen Spalt. Diese Ausschüttung wird vor allem durch eine Umkehr der Arbeitsrichtung der Dopamintransporter (DAT) bewirkt. Im Gegensatz zum Prinzip der Wiederaufnahmehemmung (wie etwa bei Methylphenidat) wird dabei der Transmitterspiegel unabhängig von der Aktivität der Nervenzelle erhöht.

## Pharmakokinetik
Nach oraler Einmalgabe wird Lisdexamfetamindimesilat rasch resorbiert. Spitzenspiegel traten bei Kindern nach ca. 1 Stunde auf. Bei der Biotransformation entstehen zunächst der aktive Hauptmetabolit Dexamfetamin – Spitzenspiegel unter Nüchternbedingungen ca. 3,5 Stunden (Kinder) bzw. 3,8 Stunden (Erwachsene) – und in der Folge weitere, ebenfalls aktive Metaboliten (Norephedrin, 4-Hydroxyamphetamin). Cytochrom-P450-Enzyme sind an der Biotransformation nicht beteiligt, werden aber zum Teil (CYP1A2, 2D6, 3A4) geringfügig gehemmt. Dadurch kann es zu Wechselwirkungen mit anderen Wirkstoffen kommen, die über diese Stoffwechselwege metabolisiert werden. Nach oraler Gabe von radioaktiv markiertem Lisdexamfetamin an gesunde Probanden wurden innerhalb von 120 Stunden etwa 96 % der oral verabreichten Radioaktivität im Urin wiedergefunden. Die Halbwertszeit von Dexamfetamin beträgt ungefähr 11 Stunden.

## Nebenwirkungen
Die häufigsten Nebenwirkungen entsprechen denen anderer Stimulantien: verminderter Appetit, Schlafstörungen, Mundtrockenheit, Kopfschmerzen, Gewichtsabnahme und Oberbauchschmerzen.

## Anwendungsbeschränkungen
Auch die Anwendungsbeschränkungen sind vergleichbar mit denen für andere Stimulantien. Es besteht ein Potential für Missbrauch, jedoch soll dieses geringer ausgeprägt sein als das des aktiven Dexamfetamins, da die Spaltung des Amids nach intravenöser Gabe nur sehr langsam erfolgt.

## Bewertung

### Frühe Nutzenbewertung nach AMNOG
Seit 2011 müssen sich in Deutschland neu zugelassene Medikamente mit neuen Wirkstoffen aufgrund von § 35a SGB V (AMNOG) einer „frühen Nutzenbewertung“ durch den Gemeinsamen Bundesausschuss (G-BA) unterziehen, wenn der pharmazeutische Hersteller einen höheren Verkaufspreis als nur den Festbetrag erzielen möchte. Nur wenn ein Zusatznutzen besteht, kann der Arzneimittelhersteller mit dem GKV-Spitzenverband einen Preis aushandeln.
Dies gilt auch für Lisdexamfetamin. In einer ersten Bewertung hält das Institut für Qualität und Wirtschaftlichkeit im Gesundheitswesen einen Zusatznutzen von Lisdexamfetamin für nicht belegt gegenüber der zweckmäßigen Vergleichstherapie (Strattera, Wirkstoff Atomoxetin). Auch die Arzneimittelkommission der deutschen Ärzteschaft sieht im Vergleich zur zweckmäßigen Vergleichstherapie keinen Zusatznutzen von Lisdexamfetamindimesilat. Der G-BA folgte den Einschätzungen und traf im November 2013 den endgültigen Beschluss über das Ausmaß des Zusatznutzens, der die frühe Nutzenbewertung abschließt: „Zweckmäßige Vergleichstherapie zur Behandlung von Aufmerksamkeitsdefizit-Hyperaktivitäts-Störungen (ADHS) bei Kindern ab einem Alter von sechs Jahren im Rahmen einer therapeutischen Gesamtstrategie, wenn das Ansprechen auf eine zuvor erhaltene Behandlung mit Methylphenidat als klinisch unzureichend angesehen wird, ist: Atomoxetin. Ausmaß und Wahrscheinlichkeit des Zusatznutzens gegenüber Atomoxetin: Ein Zusatznutzen ist nicht belegt.“ Zum 1. Juni 2014 einigten sich der Hersteller Shire Deutschland und der GKV-Spitzenverband auf einen Erstattungsbetrag für das Arzneimittel in Deutschland.

### Kostenvergleich
Laut Arzneiverordnungs-Report für 2014 und 2015 waren die Kosten für das Lisdexamfetamin-Arzneimittel Elvanse (bezogen auf die definierte Tagesdosis) deutlich höher als für Methylphenidat-Produkte, aber niedriger als für das Atomoxetin-Präparat Strattera.
Das pharmakritische arznei-telegramm bemängelte 2013 das Fehlen von aussagekräftigen Daten für die zugelassene Indikation (Anwendung im Rahmen einer therapeutischen Gesamtstrategie zur Behandlung von ADHS bei unzureichendem Ansprechen auf Methylphenidat) und zu Sicherheitsvorteilen gegenüber Dexamfetamin. Die Therapiekosten mit Lisdexamfetamin seien erheblich teurer als mit retardiertem Methylphenidat (Concerta) oder Dexamfetamin (Attentin).

## Rechtslage
Lisdexamfetamin ist in Deutschland seit dem 17. Juli 2013
in der Anlage III des Betäubungsmittelgesetzes aufgeführt und somit ein verkehrsfähiges und verschreibungsfähiges Betäubungsmittel. Der Umgang ohne Erlaubnis oder Verschreibung ist grundsätzlich strafbar.
Auch die Schweiz kontrolliert den Handel, Umgang sowie die Verschreibung von Lisdexamfetamin im Rahmen des Betäubungsmittelgesetzes. Die entsprechende Verordnung des Innendepartements erfasst «Lisdexamphetamin» seit dem 1. Oktober 2014 im Verzeichnis a und unterstellt die Substanz damit allen betäubungsmittelrechtlichen Kontrollmassnahmen.
Die Mitnahme des Medikaments ins Ausland ist individuell geregelt. Einheitliche Bestimmungen bestehen im Schengen-Raum. Hier wird eine behördlich bestätigte Bescheinigung in bestimmter Form des Arztes gefordert. Für gewisse Staaten wird eine Voranmeldung vor der Anreise benötigt und teilweise die ärztliche Verordnung in der Amtssprache (Übersetzung und notarielle Bestätigung) des Ziellandes gefordert. Dies gilt auch für Transferländer, in denen am Flughafen ein Umstieg erfolgt. In manche Länder ist die Einreise mit dem verordneten Arzneimittel illegal und stellt eine Straftat dar.

## Fertigarzneimittel
Elvanse (D, A, CH), Elvanse Adult / Erwachsene (D, A, UK), Vyvanse (USA), Livizux (HU, SK); Generika
In der Europäischen Union (EU) wurde das Arzneimittel nach einem durch die britische Arzneimittelbehörde im Jahr 2012 geleiteten Beurteilungsverfahren zunächst in acht EU-Staaten zugelassen.
Situation in Deutschland
Elvanse Kapseln (Zulassungsinhaber: Shire Pharmaceuticals Ireland Limited, zugehörig zu Takeda Pharmaceutical) werden in Stärken von 20 bis 70 Milligramm (10-mg-Schritte) angeboten. Elvanse ist seit April 2013 zugelassen. Im Februar 2019 erfolgte die Zulassung des Präparates Elvanse Adult für erwachsene Patienten in den Stärken von 30, 50 und 70 Milligramm, im Mai 2019 wurde es im Markt eingeführt. Die physischen Eigenschaften beider Mittel sind genau gleich. Der Grund für beide Namensvarianten liegt im historischen Zulassungsprozess.
Im Frühjahr 2023 wurde Elvanse Adult in den Dosierungen 20 mg / 40 mg / 60 mg zugelassen, war daraufhin aber nicht verfügbar (Stand: 03/2024). Stattdessen wurde im März 2024 Elvanse (ohne den Zusatz Adult) um die Indikation von Elvanse Adult erweitert. Somit steht Elvanse 20 bis 70 mg (10-mg-Schritte) nun auch für Erwachsene, die bereits ADHS-Symptome in der Kindheit hatten, zur Verfügung. Dies ist automatisch der Fall, auch wenn die Diagnose erst im Erwachsenenalter gestellt wurde. Die Diagnostik bei Erwachsenen nach DSM-5 befasst sich mit der retrospektiven Frage ob ADHS bereits im Kindesalter bestand. Ist dies nicht der Fall, darf die Diagnose ADHS nicht gestellt werden.
Elvanse Adult ist nicht für pädiatrische Patienten zugelassen. Mit der Indikationsharmonisierung im Frühjahr 2024 geht Elvanse Adult mit dem Abverkauf sukzessive außer Vertrieb.
Nachdem das EU-Patent auf Lisdexamfetamin am 1. Juni 2024 erlosch, sind seit Herbst 2024 verschiedene Generika verfügbar. Neu ist eine flüssige Darreichungsform.
Situation in der Schweiz
In der Schweiz ist Elvanse seit März 2014 zugelassen. Das Unternehmen Takeda Pharma AG bietet die Kapseln in Dosierungen von 20 bis 70 Milligramm (10-mg-Schritte) an.
Situation in Österreich
Elvanse ist seit April 2016, Elvanse Erwachsene seit August 2017, jeweils in den Dosierungen 30, 50 und 70 Milligramm, zugelassen.
Situation in den USA
Vyvanse wurde dort 2007 zugelassen. Im August 2023 lief das Patent für das Originalpräparat in den USA aus. Erste Generika wurden von der FDA zugelassen und von den Herstellern auf den Markt gebracht.